# 5249 Giza
5249 Giza este o planetă minoră (asteroid), cu un diametru de 20,502 km, din centura de asteroizi. A fost descoperită pe 18 aprilie 1983 la observatorul Lowell⁠(d) de Norman G. Thomas⁠(d) și a fost numită după Giza. 
Obiectul prezintă o orbită caracterizată de o semiaxă mare de 3,167228 UAi, o excentricitate de 0,15, o înclinație de 2,16756 ° în raport cu ecliptica.